# Équihen-Plage
Équihen-Plage [ekjɛ̃ plaʒ]  ou [ekiɑ̃ plaʒ]  est une commune française située sur la Côte d'Opale, au bord de la Manche, dans le département du Pas-de-Calais en région Hauts-de-France. Ses habitants sont appelés les Équihennois. La commune est membre de la communauté d'agglomération du Boulonnais. Ancien village de pêcheurs, Équihen-Plage est aujourd'hui une petite station balnéaire appréciée par les touristes pour son côté naturel et préservé, qui lui donne son nom de « fille sauvage de la Côte d'Opale ».
La commune d'Équihen-Plage, nom officiel depuis 1939, année où elle est érigée en commune, est située dans l'ouest du département du Pas-de-Calais à 5 km, à vol d'oiseau, au sud-ouest de la commune de Boulogne-sur-Mer. C’est une commune de type bourg rural, selon l'Insee, avec une population de 2 596 habitants au dernier recensement de 2022, elle connait un pic de population en 1982 avec 3 164 habitants.
Située dans le parc naturel régional des Caps et Marais d'Opale, le territoire communal est, pour partie, situé dans un autre espace protégé et géré, les dunes d'Écault, dans trois ZNIEFF et dans un site Natura 2000.
La commune possède sa géante dénommée Eluise El'moulière.
À la suite de la Seconde Guerre mondiale et des destructions subies, la commune est décorée de la croix de guerre 1939-1945.

## Géographie

### Localisation
Localisée dans l'ouest du département du Pas-de-Calais, sur la Côte d'Opale, Équihen-Plage est une une petite station balnéaire située, à vol d'oiseau, à 5 km au sud-ouest de la commune de Boulogne-sur-Mer (chef-lieu d'arrondissement et aire d'attraction).
Le territoire de la commune est limitrophe de ceux de trois communes.
Les communes limitrophes sont Le Portel, Outreau et Saint-Étienne-au-Mont.

#### Plage et bord de mer

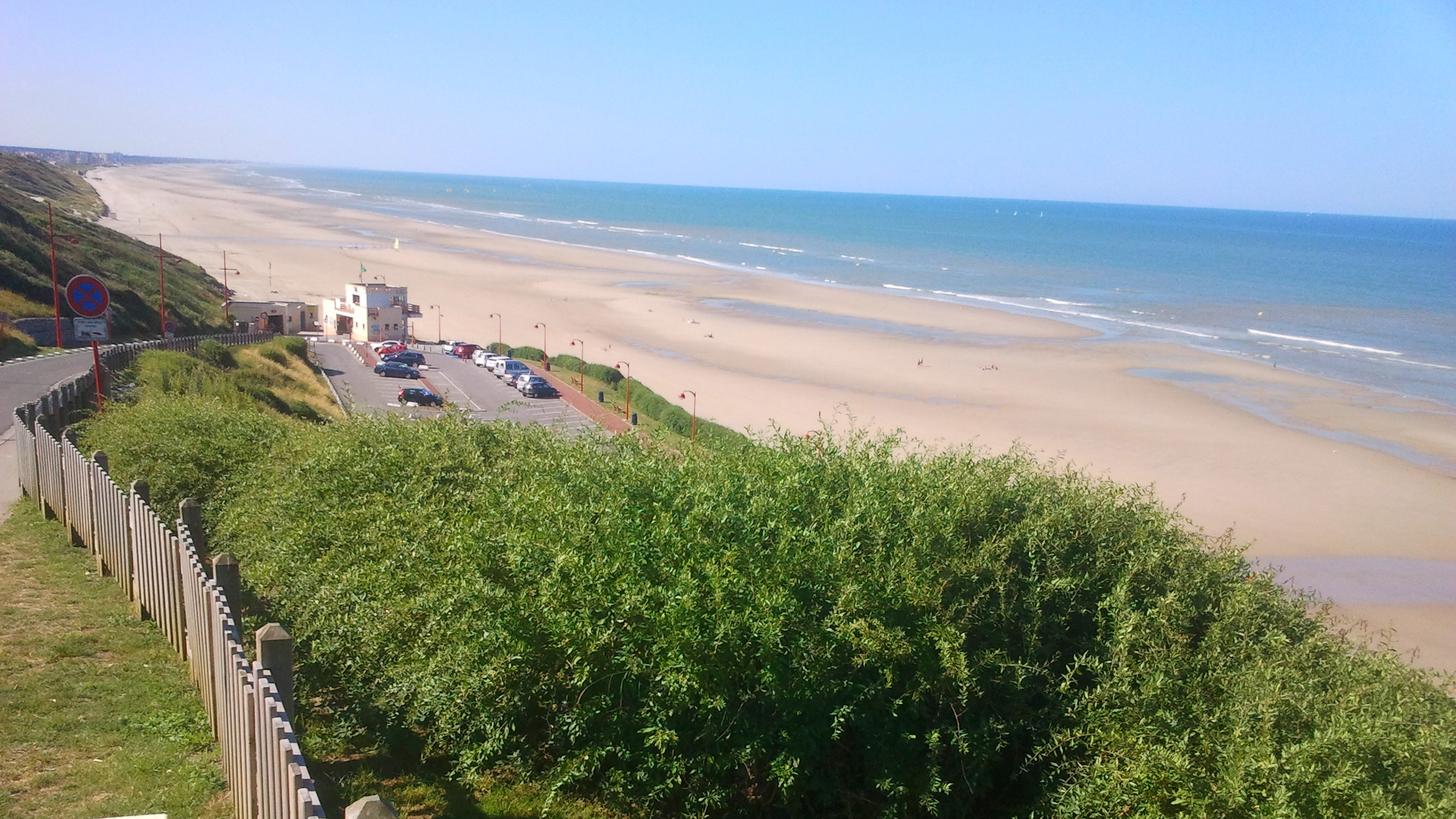
Vue de la plage au sud d'Équihen.

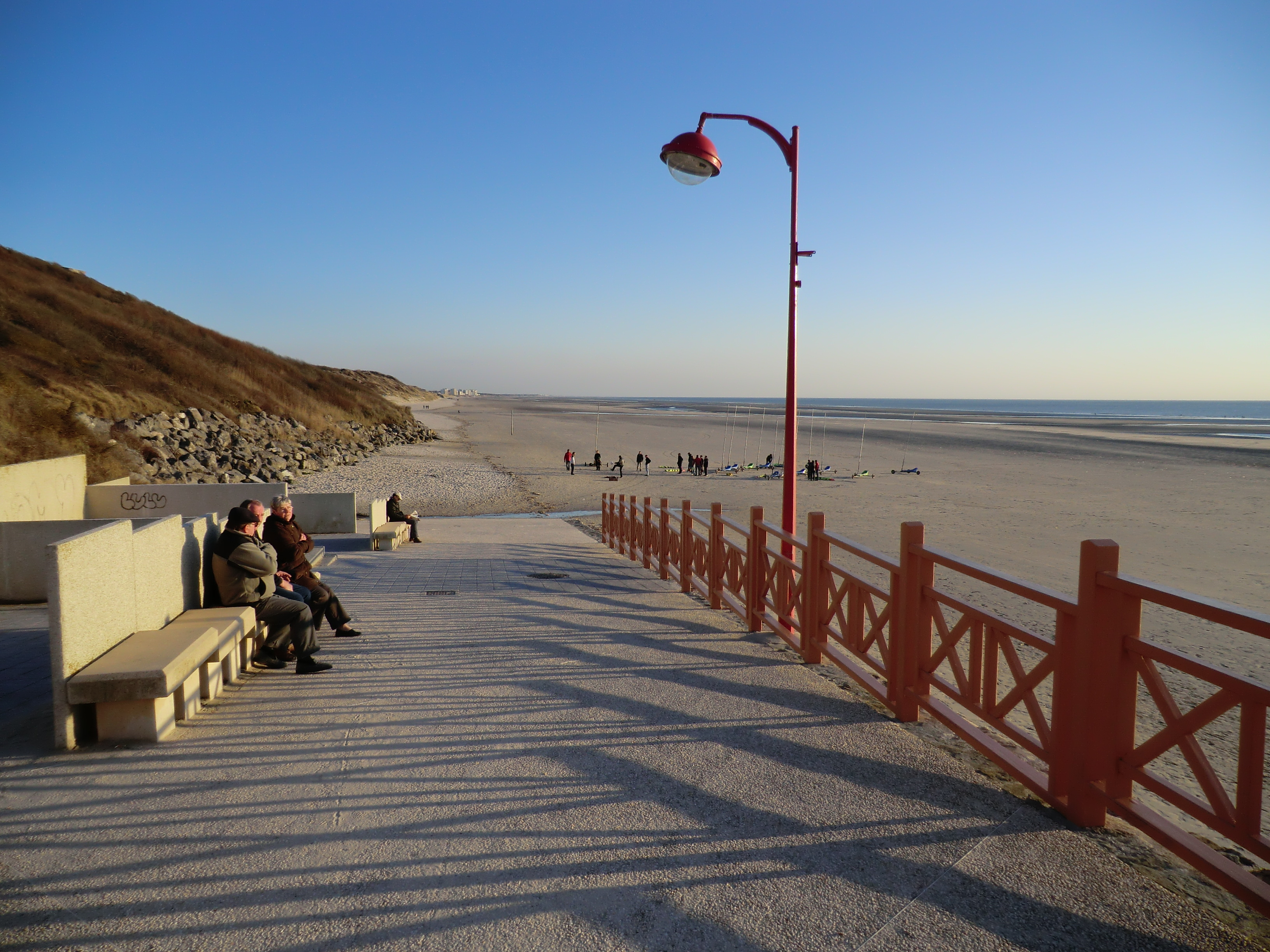
Entrée sud de la plage d'Équihen.

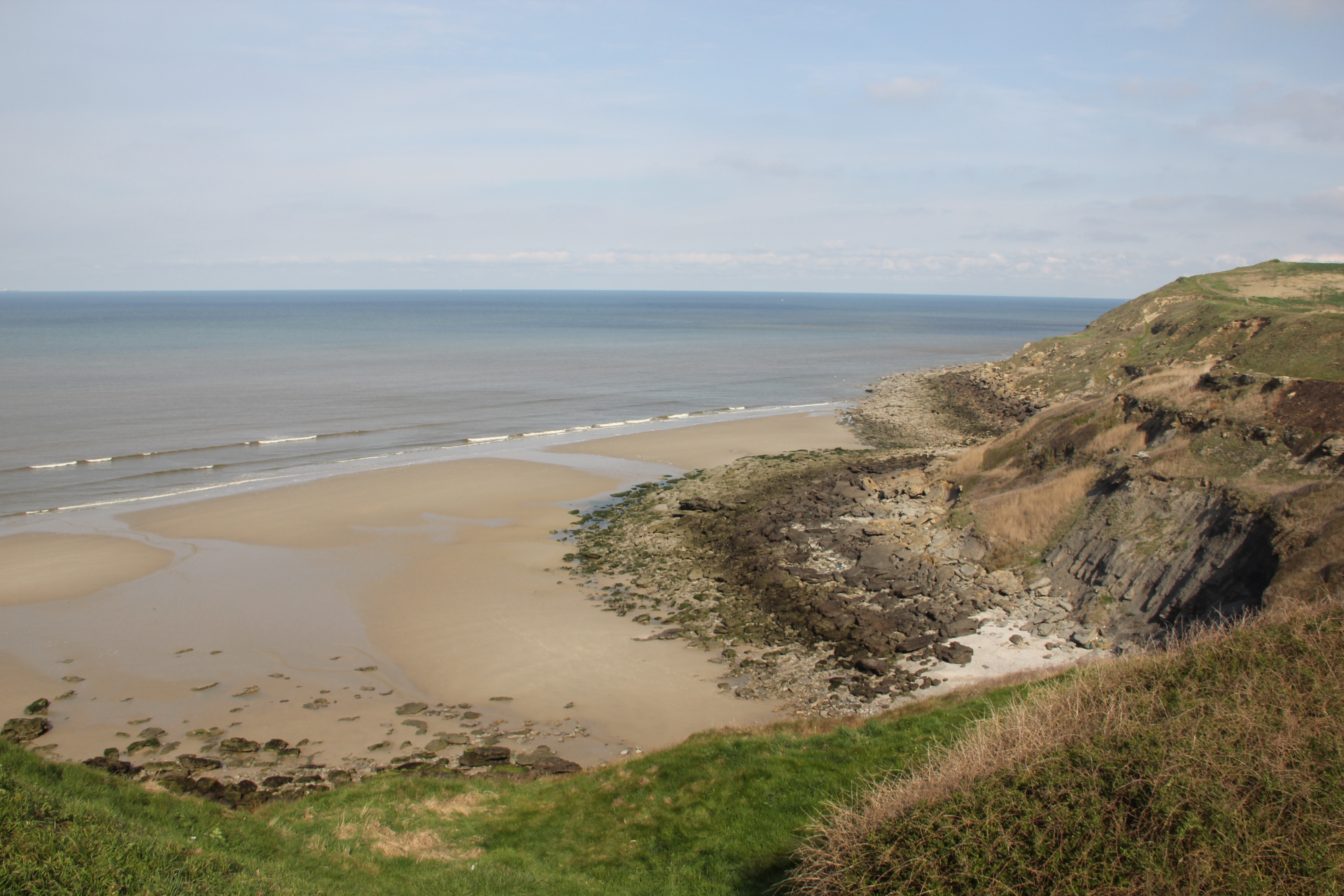
La crique de la Crevasse à Équihen en septembre 2016.

La plage d'Équihen est sableuse, limitée par des dunes. Elle s'étend sur plus de 3 km, de l'estuaire de la Warrenne (Écault) au sud jusqu'aux falaises du cap d'Alprech (Le Portel) au nord. Contrairement à de nombreuses stations balnéaires, Équihen-Plage a préservé son paysage sauvage et son environnement naturel.
La population dispose de plusieurs accès à la plage. Le principal, celui le plus au sud, est le seul endroit urbanisé du bord de mer. Il abrite un poste de secours, un commerce, des toilettes, des douches et des vestiaires et équipements pour le char à voile, le kitesurf et le kayak de mer. Il est possible, par cette plage, de rejoindre rapidement Écault et Hardelot à pied.
Au nord, la plage est notamment accessible par la crique de « la Crevasse », d'où part un sentier de randonnée le long des falaises qui offre de magnifiques vues sur la mer et qui se prolonge par le « sentier des douaniers » sur plus de 2 km jusqu'au cap d'Alprech sur la ville du Portel.
La ville d'Équihen et sa plage ont reçu l'écolabel Pavillon bleu en 2003, 2004, 2007 et 2010, gage d'une propreté et d'une qualité environnementale exemplaire.

### Géologie et relief
La superficie de la commune est de 3,81 km2 ; son altitude varie de 0  à   96 m.
Le territoire est inclus dans la boutonnière du Boulonnais, qui se prolonge jusqu'au Kent en Angleterre.

### Hydrographie
Le territoire de la commune est situé dans le bassin Artois-Picardie.
La commune est traversée par cinq petits cours d'eau :
- le ruisseau du Merlier, d'une longueur de 3,46 km, qui prend sa source dans la commune de Saint-Étienne-au-Mont et se jette dans la Liane au niveau de la commune de Saint-Léonard[8] ;

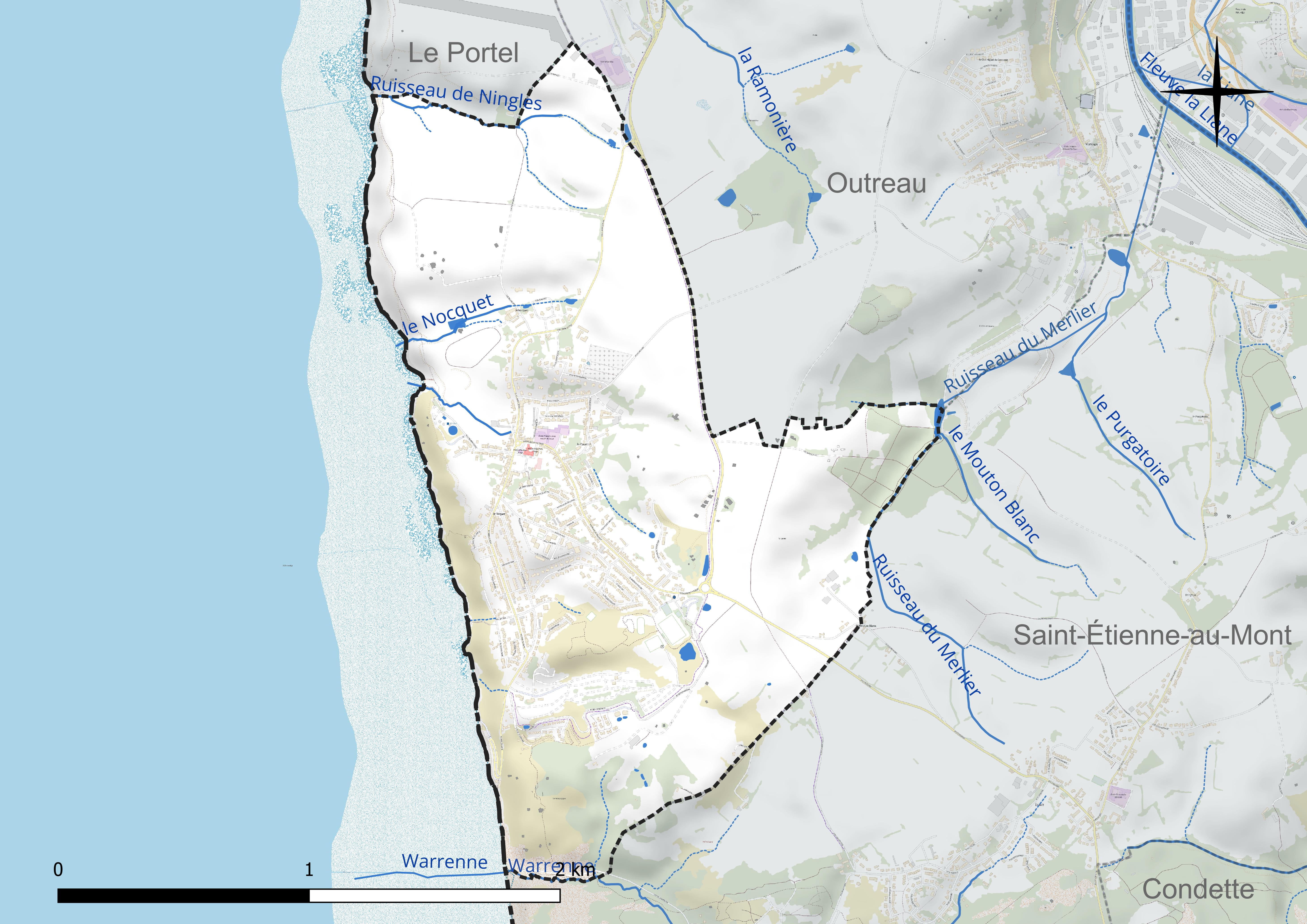
Réseau hydrographique d'Équihen-Plage.

- la Warrenne, d'une longueur de 3,43 km, qui prend sa source dans la commune de Saint-Étienne-au-Mont et se jette dans la Manche au sud de la commune[9] ;
- le ruisseau de la Planquette, d'une longueur de 1,23 km, qui prend sa source dans la commune et se jette dans la Manche au niveau de la commune[10] ;
- le Mouton Blanc, d'une longueur de 0,94 km, qui prend sa source dans la commune de Saint-Étienne-au-Mont et se jette dans le ruisseau du Merlier au niveau de la commune[11] ;
- le Nocquet, d'une longueur de 0,93 km, qui prend sa source dans la commune et se jette dans la Manche au niveau de la commune[12].

### Climat
Pour des articles plus généraux, voir Climat des Hauts-de-France et Climat du Pas-de-Calais.
En 2010, le climat de la commune est de type climat océanique franc, selon une étude du CNRS s'appuyant sur une série de données couvrant la période 1971-2000. En 2020, Météo-France publie une typologie des climats de la France métropolitaine dans laquelle la commune est exposée à un climat océanique et est dans la région climatique Côtes de la Manche orientale, caractérisée par un faible ensoleillement (1 550 h/an) ; forte humidité de l’air (plus de 20 h/jour avec humidité relative > 80 % en hiver), vents forts fréquents.
Pour la période 1971-2000, la température annuelle moyenne est de 10,4 °C, avec une amplitude thermique annuelle de 12,9 °C. Le cumul annuel moyen de précipitations est de 766 mm, avec 12,7 jours de précipitations en janvier et 8,5 jours en juillet. Pour la période 1991-2020, la température moyenne annuelle observée sur la station météorologique la plus proche, située sur la commune de Boulogne-sur-Mer à 6 km à vol d'oiseau, est de 11,2 °C et le cumul annuel moyen de précipitations est de 824,5 mm,. Pour l'avenir, les paramètres climatiques de la commune estimés pour 2050 selon différents scénarios d'émission de gaz à effet de serre sont consultables sur un site dédié publié par Météo-France en novembre 2022.

### Paysages
Pour un article plus général, voir Paysage en France.

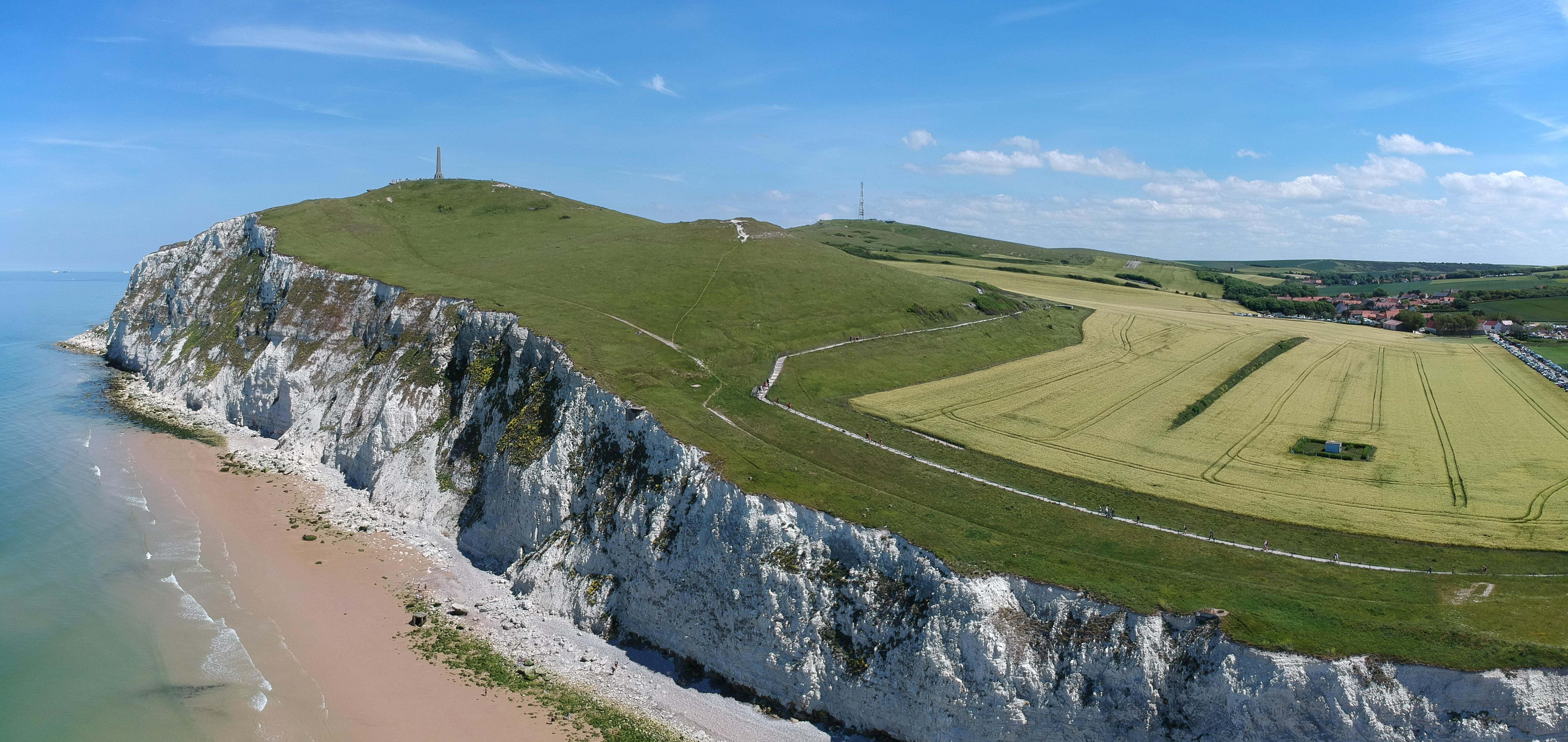
Une vue de ces « paysages des falaises d’Opale » et le cap Blanc-Nez.

La commune s'inscrit dans les « paysages des falaises d’Opale » tels qu’ils sont définis dans l’atlas de paysages de la région Nord-Pas-de-Calais, conçu par la direction régionale de l'Environnement, de l'Aménagement et du Logement (DREAL),.
Ces paysages, qui concernent 30 communes, s’étendent le long de la côte, d’Équihen-Plage à Sangatte, sur une bande d’environ 50 kilomètres de long et d’un maximum de 5 kilomètres de large, l'autoroute A 16 étant la frontière à l'est. Ils sont constitués, d’une part, par les falaises d’Opale où se trouve le grand site des Deux Caps qui, avec le cap Blanc-Nez, culmine à 150 mètres, ces falaises offrent un belvédère sur le pas de Calais  avec la possibilité de voir les côtes d’Angleterre, et d’autre part, vers l’intérieur des terres, avec les paysages littoraux qui jouxtent ceux des coteaux calaisiens et du pays de Licques, d'un paysage alternant collines, vallons et bocages.
L’occupation des sols se répartit en 43 % de cultures pour les paysages arrière-littoraux, 20 % de sols artificialisés, 20 % de prairies et forêts et 10 % de plage.
Les crans constituent une des particularités de ces côtes à falaises. Les crans sont des vallées suspendues qui se sont retrouvées le « nez en l’air », soit du fait de l’affaissement du pas de Calais, soit par la baisse du niveau de la mer comme le cran d’Escalles, le cran Mademoiselle, le cran Poulet, le cran Barbier, le cran des Sillers, le cran de Quette et le cran aux Œufs, situés, eux, sur la commune d’Audinghen.
Ces paysages sont traversés par trois fleuves côtiers, la Liane (Boulogne-sur-Mer), le Wimereux (Wimereux) et la Slack (Ambleteuse), et par le sentier de grande randonnée GR 120 ou GR littoral, appelé aussi sentier des douaniers, qui chemine le long de ces paysages et offre un magnifique panorama.

### Milieux naturels et biodiversité

#### Espaces protégés et gérés
La protection réglementaire est le mode d’intervention le plus fort pour préserver des espaces naturels remarquables et leur biodiversité associée.
Dans ce cadre, la commune fait partie de deux espaces protégés et gérés :
- le parc naturel régional des Caps et Marais d'Opale, d’une superficie de 132 499 ha réparties sur 154 communes, géré par le syndicat mixte d'aménagement et de gestion du parc naturel régional des Caps et Marais d'Opale[22] ;
- les dunes d'Écault, d’une superficie de 190,919 ha, terrain acquis par le Conservatoire du littoral[23].

#### Zones naturelles d'intérêt écologique, faunistique et floristique
L’inventaire des zones naturelles d'intérêt écologique, faunistique et floristique (ZNIEFF) a pour objectif de réaliser une couverture des zones les plus intéressantes sur le plan écologique, essentiellement dans la perspective d’améliorer la connaissance du patrimoine naturel national et de fournir aux différents décideurs un outil d’aide à la prise en compte de l’environnement dans l’aménagement du territoire.
Le territoire communal comprend trois ZNIEFF de type 1 :
- les dunes d’Écault et de Condette, d’une superficie de 1 313 ha et d'une hauteur maximale de 108 m. Cet espace dunaire littoral est composé de dunes basses récentes et de dunes plus anciennes, en partie plaquées sur l’ancienne falaise Jurassique et les collines intérieures du Boulonnais[24] ;
- les falaises d’Équihen, d’une superficie de 228 ha et d'une hauteur maximale de 168 m. Ces falaises Jurassiques de l’extrémité méridionale du Boulonnais plaquées de dunes fossiles, sont, comme celles du cap Gris-Nez, composées de grès du Portlandien avec, au pied de rochers des marnes Kimméridgiennes[25] ;
- les vallons d’Outreau et d'Équihen-Plage, d’une superficie de 340 ha et d'une altitude variant de 34  à   94 m, sont constitués d'une succession de vallons et de buttes de type bocager[26].

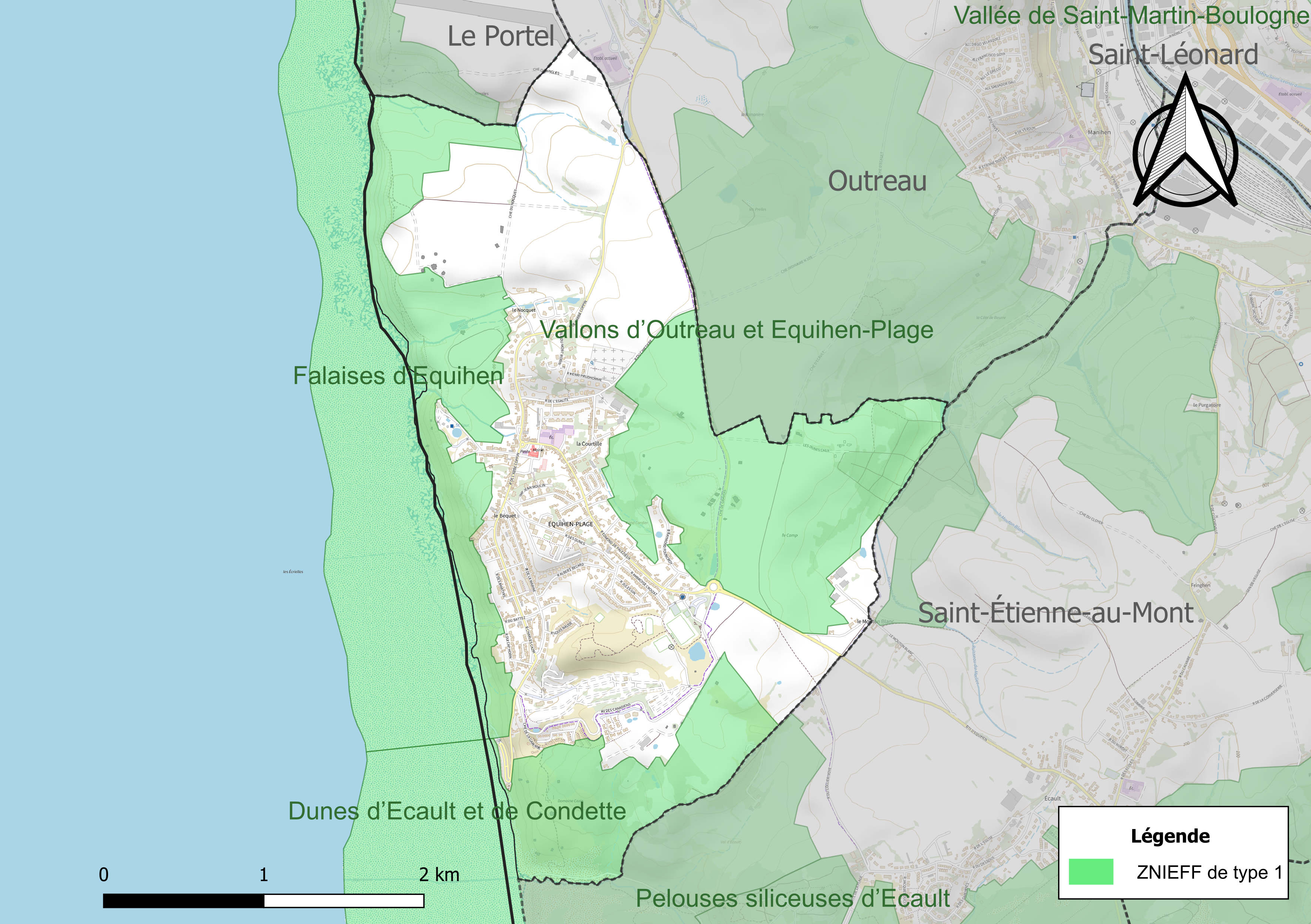
Carte des ZNIEFF sur la commune.

#### Site Natura 2000
Le réseau Natura 2000 est un réseau écologique européen de sites naturels d’intérêt écologique élaboré à partir des directives « habitats » et « oiseaux ». Ce réseau est constitué de zones spéciales de conservation (ZSC) et de zones de protection spéciale (ZPS). Dans les zones de ce réseau, les États membres s'engagent à maintenir dans un état de conservation favorable les types d'habitats et d'espèces concernés, par le biais de mesures réglementaires, administratives ou contractuelles.
Sur la commune, un site Natura 2000 de type B est défini en site d'importance communautaire (SIC) : l'estuaire de la Canche, les dunes picardes plaquées sur l'ancienne falaise, la forêt d'Hardelot et la falaise d'Equihen, d’une superficie de 1 661 ha réparties sur neuf communes et une hauteur maximale de 151 m.

## Urbanisme

### Typologie
Au 1er janvier 2024, Équihen-Plage est catégorisée bourg rural, selon la nouvelle grille communale de densité à sept niveaux définie par l'Insee en 2022.
Elle appartient à l'unité urbaine d'Équihen-Plage, une unité urbaine monocommunale constituant une ville isolée,. Par ailleurs la commune fait partie de l'aire d'attraction de Boulogne-sur-Mer, dont elle est une commune de la couronne,. Cette aire, qui regroupe 80 communes, est catégorisée dans les aires de 50 000 à moins de 200 000 habitants,.
La commune, bordée par la Manche, est également une commune littorale au sens de la loi du 3 janvier 1986, dite loi littoral. Des dispositions spécifiques d’urbanisme s’y appliquent dès lors afin de préserver les espaces naturels, les sites, les paysages et l’équilibre écologique du littoral, tel le principe d'inconstructibilité, en dehors des espaces urbanisés, sur la bande littorale des 100 mètres, ou plus si le plan local d’urbanisme le prévoit.

### Occupation des sols
L'occupation des sols de la commune, telle qu'elle ressort de la base de données européenne d’occupation biophysique des sols Corine Land Cover (CLC), est marquée par l'importance des territoires agricoles (62,3 % en 2018), en diminution par rapport à 1990 (72,5 %). La répartition détaillée en 2018 est la suivante :
zones agricoles hétérogènes (48,2 %), zones urbanisées (28,5 %), terres arables (14,1 %), milieux à végétation arbustive et/ou herbacée (6,9 %), zones humides côtières (1,8 %), espaces ouverts, sans ou avec peu de végétation (0,5 %). L'évolution de l’occupation des sols de la commune et de ses infrastructures peut être observée sur les différentes représentations cartographiques du territoire : la carte de Cassini (XVIIIe siècle), la carte d'état-major (1820-1866) et les cartes ou photos aériennes de l'IGN pour la période actuelle (1950 à aujourd'hui).

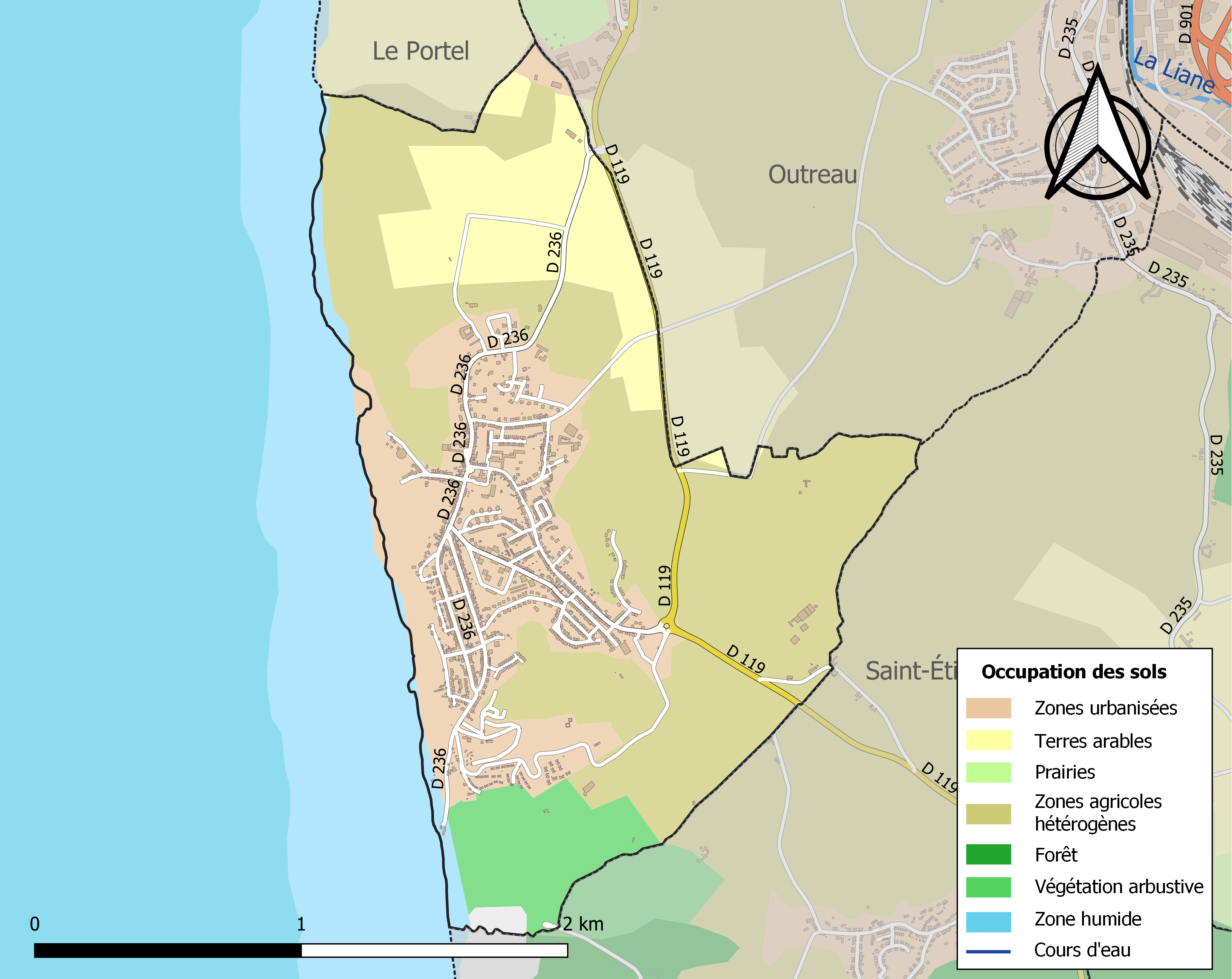
Carte des infrastructures et de l'occupation des sols de la commune en 2018 (CLC).

### Voies de communication et transports

#### Voies de communication
La route départementale D 119, qui relie Neufchâtel-Hardelot à Boulogne-sur-Mer, longe l'est de la commune. L'autoroute A16 passe à proximité mais ne dessert pas directement la commune. On peut rejoindre Équihen-Plage par la sortie no 27 (à 13 km) en venant du sud ou la sortie no 29 (à 10 km) en venant du nord.

#### Transports en commun
La commune se trouve à 5 km, au sud-ouest, de la gare de Boulogne-Ville, située sur les lignes de Longueau à Boulogne-Ville et de Boulogne-Ville à Calais-Maritime, desservie par des trains des réseaux TGV inOui, TERGV et TER Hauts-de-France.
La commune est desservie par les lignes A, 73 et 78 du réseau de bus Marinéo.

## Toponymie
Le nom de la localité est attesté sous les formes Equinguehem fin XIIIe siècle ; Enkinguehem en 1338 ; Enquinguehem en 1390 ; Esquinghen en 1480 ; Enquinghen en 1506 ; Esquinghen et Esquihen en 1554, Équihen-Plage depuis 1939.
De l'anthroponyme germanique Enk suivi du suffixe -ingen + hem, donnant « domaine du peuple d'Enk ».

## Histoire

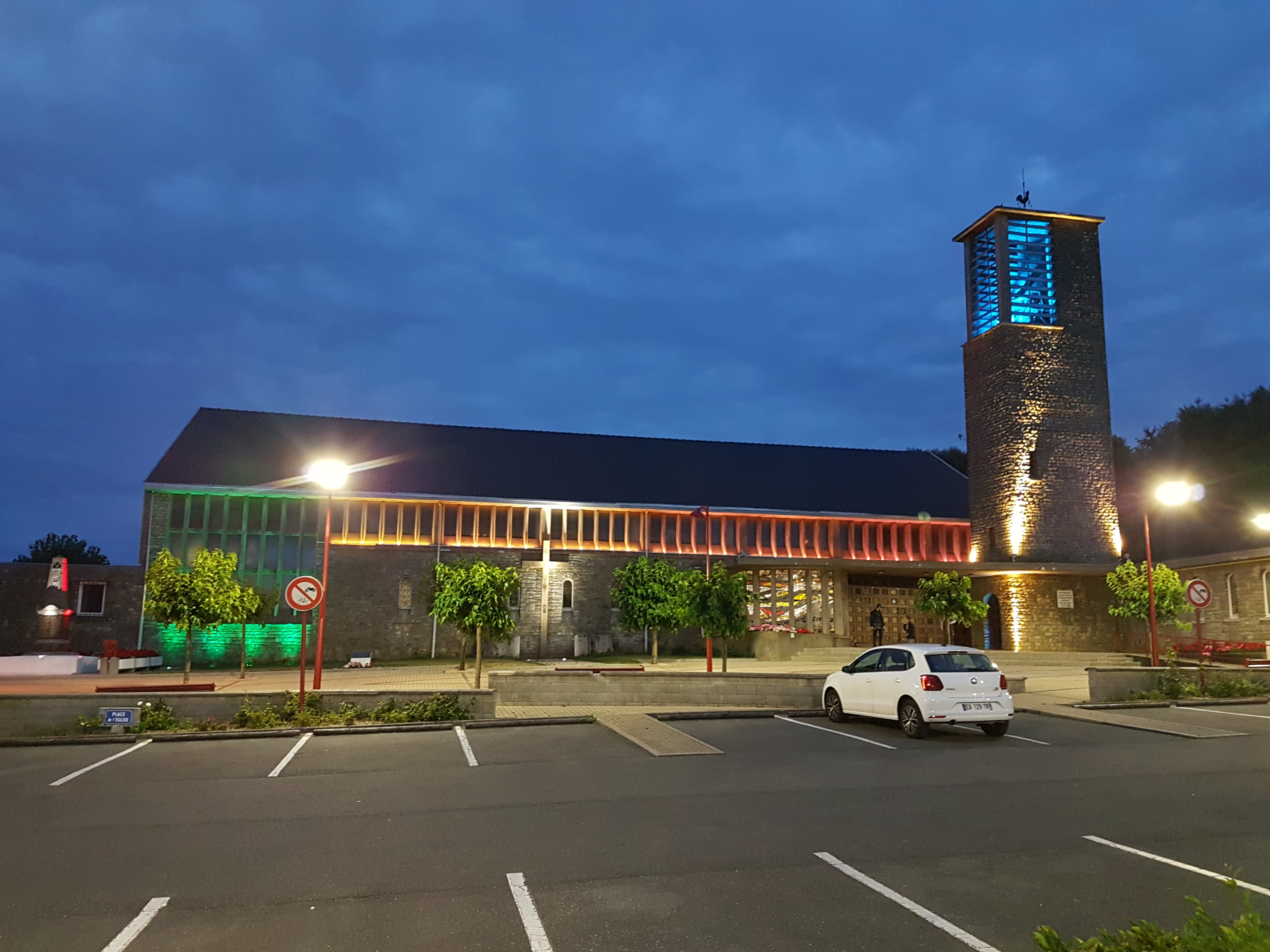
L'église d'Équihen-Plage de nuit.

Petit port de pêche jusqu'au début du XXe siècle, Équihen-Plage était une section d'Outreau qui est devenue une commune le 6 avril 1939. Son histoire est intimement liée à celle de la pêche.
Au début XXe siècle, à l'époque où Équihen est un port d'échouage, les flobarts abandonnés sont récupérés par des familles démunis, qui, en retournant les bateaux, en font des habitations de fortune appelées les « quilles en l'air ».
René Bazin, dans son roman Gingolph l'abandonné, a décrit le paysage "pittoresque" d'Équihen-Plage qui s'est enorgueilli d'être le séjour de prédilection pour les artistes et les peintres : Caffier fréquentait Équihen au début du XXe siècle mais aussi Gil Franco, Chintreuil, Debrasse, Demizel, De Palézieux ou encore Rik Poot qui ont aussi travaillé et demeuré à Équihen-Plage sans oublier Jean-Charles Cazin, peintre boulonnais, ou Paul Christol, peintre Marseillais. La mairie construite récemment et l'église Saint-Pierre renferment plusieurs tableaux de ces artistes.
En 1925, Frans Masereel (1889-1972), graveur, peintre et illustrateur belge achète pour les séjours d'été une maison de pêcheur à Équihen. Il y peint plusieurs paysages.
Le 16 avril 1912, Harriet Quimby (1875-1912), pionnière de l'aviation, journaliste et scénariste américaine, atterrit sur la plage après avoir traversé la Manche au départ de Douvres en Angleterre.
La commune est décorée de la croix de guerre 1939-1945 le 11 novembre 1948, distinction également attribuée à 28 autres communes du Pas-de-Calais.
Ancien village de pêcheurs, Équihen-Plage est aujourd'hui une petite station balnéaire appréciée par les touristes pour son côté naturel et préservé, qui lui donne son nom de « fille sauvage de la Côte d'Opale ».

## Politique et administration

### Découpage territorial
La commune se trouve dans l'arrondissement de Boulogne-sur-Mer du département du Pas-de-Calais, depuis 1939.

#### Commune et intercommunalités
La commune est membre de la communauté d'agglomération du Boulonnais.

#### Circonscriptions administratives
La commune est rattachée au canton d'Outreau depuis 1982.

#### Circonscriptions électorales
Pour l'élection des députés, la commune fait partie de la cinquième circonscription du Pas-de-Calais.

### Liste des maires
| Période                                  | Période                       | Identité                | Étiquette | Qualité                                                                 |
| ---------------------------------------- | ----------------------------- | ----------------------- | --------- | ----------------------------------------------------------------------- |
| Les données manquantes sont à compléter. |                               |                         |           |                                                                         |
| mai 1939                                 | 17 mai 1945                   | Louis Beaucourt         |           |                                                                         |
| Les données manquantes sont à compléter. |                               |                         |           |                                                                         |
| 18 mai 1948                              | 3 mai 1953                    | Jules Gin               |           |                                                                         |
| 4 mai 1953                               | 27 octobre 1957               | Raymond Fourcroy        |           |                                                                         |
| 28 octobre 1957                          | 21 mars 1959                  | Julien Deroussen        |           |                                                                         |
| 22 mars 1959                             | 20 mars 1965                  | René Dumont (1927-2023) |           | Instituteur Officier des Palmes académiques                             |
| 21 mars 1965                             | 22 mars 1986                  | Albert Bécart           |           |                                                                         |
| 11 mai 1986                              | 24 mars 1989                  | Denis Friscourt         |           |                                                                         |
| 24 mars 1989                             | En cours (au 31 juillet 2023) | Christian Fourcroy      | DVD       | Retraité Réélu pour le mandat 2014-2020, Réélu pour le mandat 2020-2026 |

## Équipements et services publics

### Enseignement
La commune est située dans l'académie de Lille et dépend, pour les vacances scolaires, de la zone B.
La commune administre l'école primaire Jean Macé - Ferdinand Buisson.

### Justice, sécurité, secours et défense
La commune dépend du tribunal judiciaire de Boulogne-sur-Mer, du conseil de prud'hommes de Boulogne-sur-Mer, de la cour d'appel de Douai, du tribunal de commerce de Boulogne-sur-Mer, du tribunal administratif de Lille, de la cour administrative d'appel de Douai, de la cour administrative d'appel de Douai, du pôle nationalité du tribunal judiciaire de Boulogne-sur-Mer et du tribunal pour enfants de Boulogne-sur-Mer.

## Population et société

### Démographie
Les habitants sont appelés les Équihennois.

#### Évolution démographique
L'évolution du nombre d'habitants est connue à travers les recensements de la population effectués dans la commune depuis 1946. Pour les communes de moins de 10 000 habitants, une enquête de recensement portant sur toute la population est réalisée tous les cinq ans, les populations de référence des années intermédiaires étant quant à elles estimées par interpolation ou extrapolation. Pour la commune, le premier recensement exhaustif entrant dans le cadre du nouveau dispositif a été réalisé en 2005.

En 2022, la commune comptait 2 596 habitants, en évolution de −6,18 % par rapport à 2016 (Pas-de-Calais : −0,72 %, France hors Mayotte : +2,11 %).
| 1946  | 1954  | 1962  | 1968  | 1975  | 1982  | 1990  | 1999  | 2005  |
| ----- | ----- | ----- | ----- | ----- | ----- | ----- | ----- | ----- |
| 1 260 | 2 268 | 2 530 | 2 592 | 2 868 | 3 164 | 3 067 | 2 934 | 2 943 |

| 2006  | 2010  | 2015  | 2020  | 2022  | - | - | - | - |
| ----- | ----- | ----- | ----- | ----- | - | - | - | - |
| 2 944 | 2 904 | 2 804 | 2 624 | 2 596 | - | - | - | - |

#### Pyramide des âges
En 2018, le taux de personnes d'un âge inférieur à 30 ans s'élève à 34,9 %, soit en dessous de la moyenne départementale (36,7 %). À l'inverse, le taux de personnes d'âge supérieur à 60 ans est de 27,1 % la même année, alors qu'il est de 24,9 % au niveau départemental.
En 2018, la commune comptait 1 309 hommes pour 1 391 femmes, soit un taux de 51,52 % de femmes, légèrement supérieur au taux départemental (51,5 %).
Les pyramides des âges de la commune et du département s'établissent comme suit.
| Hommes | Classe d’âge | Femmes |
| ------ | ------------ | ------ |
| 0,5    | 90 ou +      | 1,3    |
| 4,9    | 75-89 ans    | 9,0    |
| 18,3   | 60-74 ans    | 20,0   |
| 21,9   | 45-59 ans    | 20,3   |
| 17,4   | 30-44 ans    | 16,6   |
| 18,4   | 15-29 ans    | 16,3   |
| 18,7   | 0-14 ans     | 16,6   |

| Hommes | Classe d’âge | Femmes |
| ------ | ------------ | ------ |
| 0,5    | 90 ou +      | 1,6    |
| 5,6    | 75-89 ans    | 8,9    |
| 16,7   | 60-74 ans    | 18,1   |
| 20,2   | 45-59 ans    | 19,2   |
| 18,9   | 30-44 ans    | 18,1   |
| 18,2   | 15-29 ans    | 16,2   |
| 19,9   | 0-14 ans     | 17,9   |

### Manifestations culturelles et festivités
- Le carnaval en février
- La bénédiction de la mer le jeudi de l'Ascension.
- La fête de la moule en juillet.
- La fête du kipper, en août, dont la première a eu lieu en l'an 2000[61].
- Festivités du 15 août : concerts, élection de Miss Équihen-Plage.
- Défilé de Saint-Nicolas le 1er samedi de décembre.
- Confection des guénels (betteraves sculptées) le 23 décembre.

### Sports et loisirs

#### Pistes cyclables
La piste cyclable « La Vélomaritime », partie côtière française de la « Véloroute de l’Europe - EuroVelo 4 », qui relie Roscoff en France à Kiev en Ukraine sur 5 100 km, traverse la commune, en venant de Condette pour desservir Le Portel,.

#### Sentier de randonnée
La commune est traversée par deux sentiers de grande randonnée :
- le sentier de grande randonnée GR 120 ou GR littoral (partie du sentier européen E9 allant du Portugal à l'Estonie), appelé aussi sentier des douaniers, longe la côte[64] ;
- le sentier de grande randonnée GR 121, reliant Wavre, en région Région wallonne (Belgique) à Boulogne-sur-Mer, dans le département du Pas-de-Calais (France)[65].

## Économie

### Tourisme

#### Hôtellerie, camping et autres hébergements collectifs
Au 1er janvier 2025, la commune dispose d'un camping avec 339 emplacements, d'un autre type d'hébergement collectif avec 484 places de lit et d'aucun hôtel.

## Culture locale et patrimoine

### Lieux et monuments
- La stèle du peintre Edmond de Palézieux.
- La stèle du peintre Jean-Charles Cazin.
- Le monument aux morts[66].
- L'église Saint-Pierre. Elle héberge de nombreux éléments patrimoniaux répertoriés dans la base Palissy dont trois sont inscrits au titre d'objet des monuments historiques[67].

### Patrimoine culturel

#### Quilles en l'air
Équihen-Plage est célèbre pour ses nombreuses « quilles en l'air ». Il s'agit de coques de bateaux retournées ayant servi d'habitations aux pêcheurs à la fin du XIXe siècle et au début du XXe siècle. Il s'agissait surtout de marins peu fortunés qui recyclaient leur embarcation usée pour en faire une maison. Le peintre Paul Christol  (d) en avait transformé une, le « sacré cœur de Jésus », pour en faire sa résidence d'été, son atelier de peinture et sa galerie d'exposition. Dans la mairie de la commune se trouve une peinture d'Édouard Doigneau représentant une quille en l'air.
Aujourd'hui, elles font partie du patrimoine local. Huit ont été reconstruites avec le confort moderne et servent de logements dans le camping municipal de la Falaise, face à la mer. De nombreuses cartes postales anciennes montrent ces quilles en l'air et leurs habitants. 

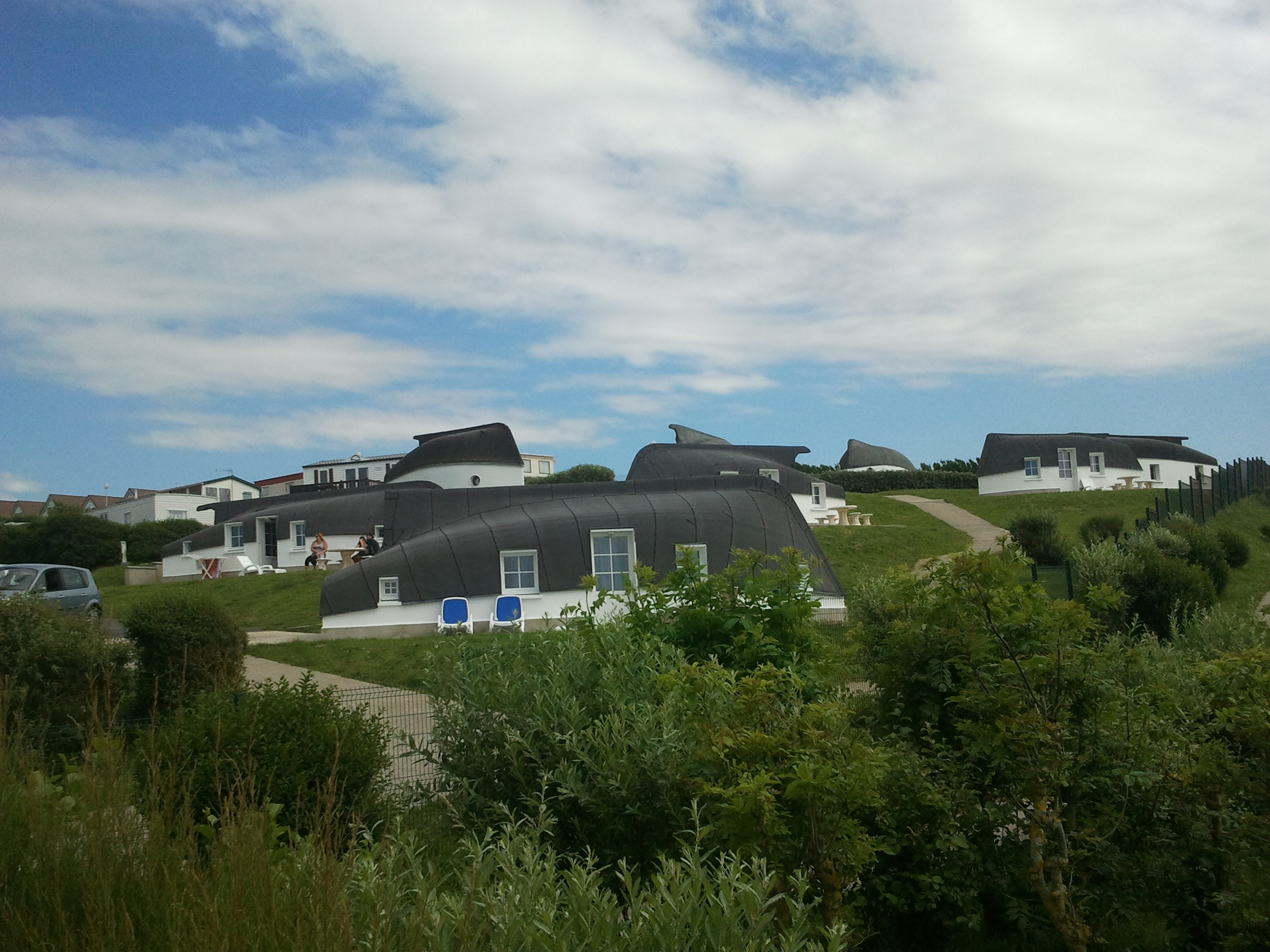
Des quilles en l'air dans le camping d'Équihen-Plage.
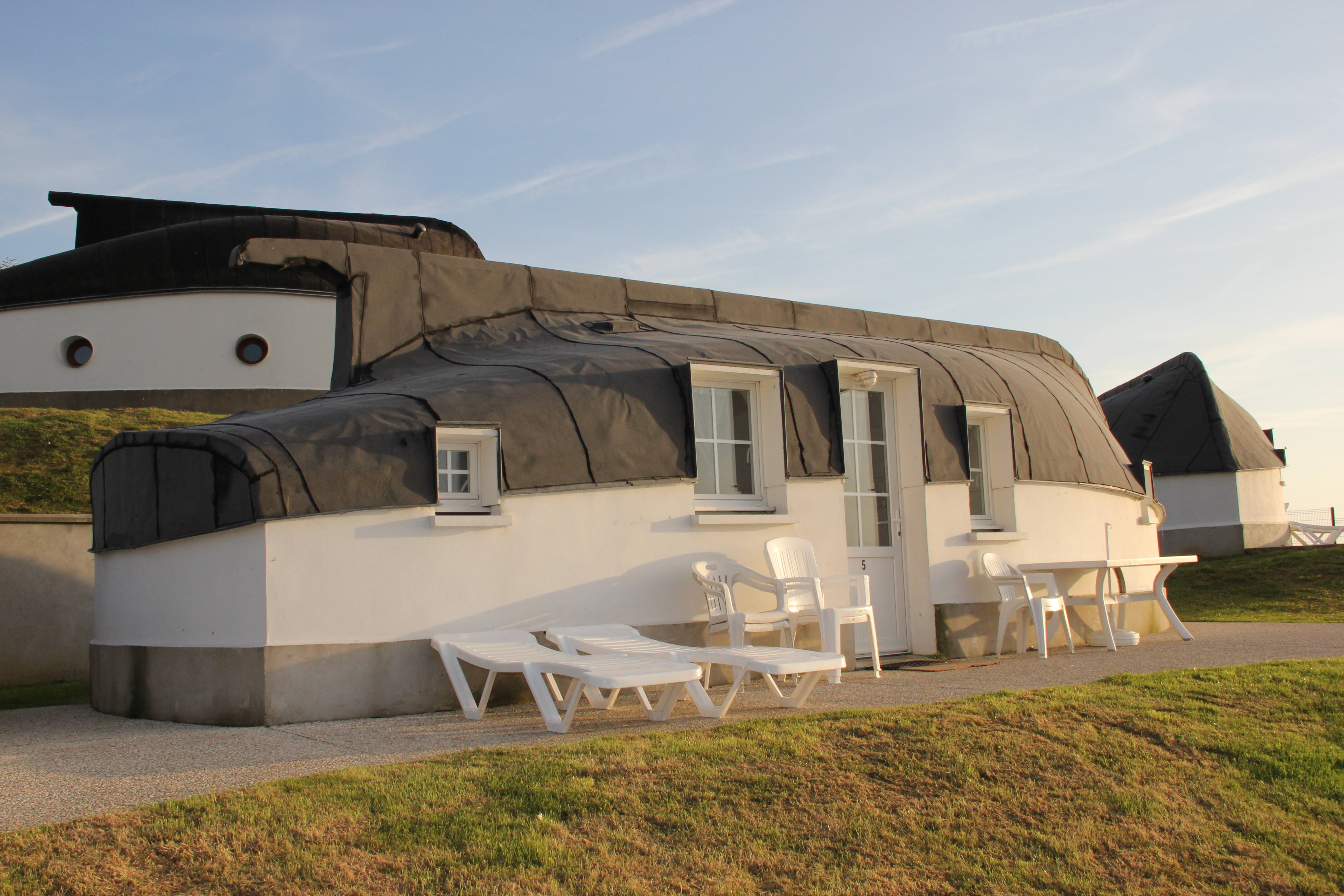
Une quille en l'air d'Équihen-Plage vue de près.

#### Eluise El'moulière
À la suite d'un partenariat avec la ville de Saint-Étienne-au-Mont, une géante a été construit par les jeunes des deux communes avec l'aide du parc naturel régional des Caps et Marais d'Opale et des habitants. La géante représente une moulière avec ses habits de travail, une cuillère et une manne accrochée sur ses épaules. Eluise participe aux fêtes dans les deux communes, elle est visible dans le kiosque de l'office de tourisme d'Equihen-Plage.

### Personnalités liées à la commune
- Jean-Charles Cazin (1841-1901), peintre, propriétaire à Équihen.
- Marie Cazin (1844-1924), sculptrice, morte à Équihen.
- Edmond de Palézieux (1850-1924), peintre, mort à Équihen.
- Louis Antoine Leclercq (1856-1933), peintre, mort à Équihen.
- Harriet Quimby (1875-1912), première femme pilote à traverser la Manche, atterrit à l'issue de son vol historique sur la place d'Équihen le 16 avril 1912.
- Frans Masereel (1889-1972), peintre, y habitait une maison de pêcheur.
- André Gabriello (1896-1975), chansonnier.[pourquoi ?]
- Vicente Gil-Franco (1898-1959), peintre, y avait un atelier.
- Jean Bardol (1923-2004), homme politique, né à Équihen.

### Héraldique
| Blason de Équihen-Plage | Blason  | De pourpre à deux bars adossés de sinople, écaillés d'azur; accompagnés en pointe de la Croix de Guerre 39-45 d'or; au chef d'argent à la jumelle ondée et alésée d'azur. Ornements extérieursCroix de guerre 1939-1945 |
| Blason de Équihen-Plage | Détails | Adopté par la municipalité. |

## Pour approfondir

#### Bases de données, dictionnaires et encyclopédies
- Ressources relatives à la géographie :   - Insee (communes)
  - Ldh/EHESS/Cassini
- Ressource relative à plusieurs domaines :   - Annuaire du service public français
- Notices d'autorité :   - BnF (données)